# Paul Allen (Fußballspieler, 1962)
Paul Allen (* 28. August 1962 in Aveley) ist ein ehemaliger englischer Fußballspieler.

## Sportlicher Werdegang
Allen entstammt der Jugend von West Ham United, für den Londoner Klub debütierte er als Teenager im September 1979 in der Second Division. Mit dem Zweitligisten erreichte der Mittelfeldspieler im FA Cup 1979/80 das Endspiel, durch ein Tor von Trevor Brooking gelang ihm an der Seite von Frank Lampard senior, Stuart Pearson, David Cross und Phil Parkes mit einem 1:0-Erfolg im Derby gegen den FC Arsenal dabei der Titelgewinn. Zu diesem Zeitpunkt war er der jüngste Spieler, der ein Pokalendspiel im Wembley-Stadion gewann.  In der Zweitliga-Spielzeit 1980/81 gelang als Zweitligameister der Wiederaufstieg des Klubs in die First Division, zudem erreichte der Klub im League Cup 1980/81 das Finale. Dort kam er weder beim 1:1-Unentschieden gegen den FC Liverpool im regulären Endspiel, als Ray Stewart in der Schlussminute der Verlängerung die Führung durch Alan Kennedy egalisierte, noch im Wiederholungsspiel, bei den sich der Favorit trotz früher Londoner Führung durch Paul Goddard nach Treffern von Kenny Dalglish und Alan Hansen noch vor der Halbzeitpause mit einem 2:1-Sieg durchsetzte, zum Einsatz. Anschließend etablierte er sich als Stammspieler mit dem Klub in der höchsten Spielklasse.
Vor der Spielzeit 1985/86 wechselte Allen zum Stadtrivalen Tottenham Hotspur, bei dem einst sein Onkel Les Allen gespielt hatte und sein Cousin Clive Allen unter Vertrag stand. Hier war er auf Anhieb Stammspieler und stand an der Seite von Torwart Ray Clemence, Chris Hughton, Chris Waddle, Glenn Hoddle und Osvaldo Ardiles unter Trainer David Pleat das Endspiel um den FA Cup 1986/87. Trotz zweimaliger Führung durch Clive Allen respektive Gary Mabbutt ging das Finalspiel gegen Coventry City in der Verlängerung verloren. Vier Jahre später stand er im FA Cup 1990/91 erneut im Wembley auf dem Rasen, Paul Stewart und ein Eigentor von Des Walker führten Allen an der Seite von Paul Gascoigne und Gary Lineker zum zweiten Pokaltriumph seiner Karriere. Im Europapokal der Pokalsieger 1991/92 erreichte er mit dem Klub das Viertelfinale, in dem sich Feyenoord Rotterdam durchsetzte.
Im Sommer 1993 ging Allen kurz nach dem Auftakt zur Premier-League-Spielzeit 1993/94, den er noch für die Hotspurs bestritten hatte, zum Ligakonkurrenten FC Southampton. Im Laufe der folgenden Spielzeit verlor er seinen Stammplatz und wurde an die Zweitligisten Luton Town und Stoke City verliehen. Im Sommer 1995 wechselte er ablösefrei zum Drittligisten Swindon Town, mit dem er in die First Division aufstieg. Im Laufe der Zweitliga-Saison 1996/97 verließ er jedoch den Klub in Richtung Drittligist Bristol City. Im Sommer 1997 schloss er sich dem Ligakonkurrenten FC Millwall an, bei dem er anschließend seine Profilaufbahn beendete. Bei Purfleet aus der Nähe seiner Geburtsstadt ließ er seine Karriere nach über 500 Profispielen im Non-League Football ausklingen.